# Woodlawn Beach (Florida)
Woodlawn Beach es un lugar designado por el censo ubicado en el condado de Santa Rosa en el estado estadounidense de Florida. En el Censo de 2010 tenía una población de 1.785 habitantes y una densidad poblacional de 103,9 personas por km².

## Geografía
Según la Oficina del Censo de los Estados Unidos, Woodlawn Beach tiene una superficie total de 17.18 km², de la cual 6.15 km² corresponden a tierra firme y (64.21%) 11.03 km² es agua.

## Demografía
Según el censo de 2010, había 1.785 personas residiendo en Woodlawn Beach. La densidad de población era de 103,9 hab./km². De los 1.785 habitantes, Woodlawn Beach estaba compuesto por el 93.45% blancos, el 1.79% eran afroamericanos, el 0.62% eran amerindios, el 0.95% eran asiáticos, el 0.06% eran isleños del Pacífico, el 0.34% eran de otras razas y el 2.8% pertenecían a dos o más razas. Del total de la población el 4.93% eran hispanos o latinos de cualquier raza.